# Phalacrotophora punctiapex
Phalacrotophora punctiapex är en tvåvingeart som beskrevs av Borgmeier 1961. Phalacrotophora punctiapex ingår i släktet Phalacrotophora och familjen puckelflugor. Inga underarter finns listade i Catalogue of Life.